# Grani skáld
Grani skáld foi um escaldo da Islândia do século XI. Skáldatal menciona-o como um dos poetas da corte de Haroldo III da Noruega a quem dedicou um poema de louvor e honra. Apenas duas estrofes foram preservadas, as quais surgem em Morkinskinna, uma das sagas reais e Skáldskaparmál; ambas evocam a campanha militar vitoriosa de Haroldo contra Sueno II da Dinamarca, assim como o resgate que Þorkell teve que pagar pela libertação das suas filhas — uma humilhação para o rei. 